# Égat
Égat (în catalană Èguet) este o comună în departamentul Pyrénées-Orientales din sudul Franței. În 2009 avea o populație de 453 de locuitori.

## Evoluția populației
| An        | 1975 | 1982 | 1990 | 1999 | 2006 | 2009 |
| --------- | ---- | ---- | ---- | ---- | ---- | ---- |
| Populație | 202  | 310  | 419  | 494  | 462  | 453  |